# Gertrud Metz

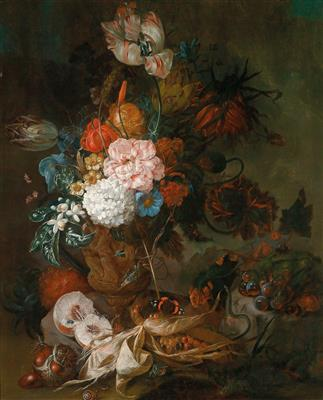
Stillleben von Gertrud Metz mit Rosen, Tulpen, Narzissen, Chrysanthemen, Früchten, Schnecke, Schlange und Insekten

Maria Gertrud Metz, auch Gertrude oder Gertrudis (* 1746 in Bonn; † 1793 in London), war eine deutsche Stilllebenmalerin.

## Leben
Gertrud Metz wurde am 15. Januar 1746 in Bonn getauft. Sie war eine Tochter des Blumen- und Historienmalers Johann Martin Metz, zu dessen Kindern auch der Maler und Zeichner Conrad Martin Metz und die Malerin Caroline Metz gehörten.
Ihren ersten künstlerischen Unterricht erhielt Gertrud Metz bei ihrem Vater. Später besuchte sie die Düsseldorfer Akademie. Sie orientierte sich bei ihren Studien an der niederländischen Stilllebenmalerin Rachel Ruysch, deren Bilder sie in der Gemäldegalerie Düsseldorf besichtigte. Als sie 1775 zu ihrer Familie zurückkehrte, stellte ihr Vater fest, dass ihre künstlerische Fertigkeit die seine übertraf.
Gertrud Metz hatte ihren Wohnsitz in Köln, lebte aber ab 1772 auch mehrfach gemeinsam mit ihrer Schwester bzw. ab 1781 mit ihrem Vater in London. Dort beschickte sie regelmäßig Ausstellungen, so stellte sie 1772 in den Spring Garden Rooms aus und ab 1773 wiederholt bei der Royal Academy of Arts. Ihre Werke waren sehr gefragt. Sie starb 1793 (gemäß abweichenden Quellen erst nach 1794) in London.

## Werk

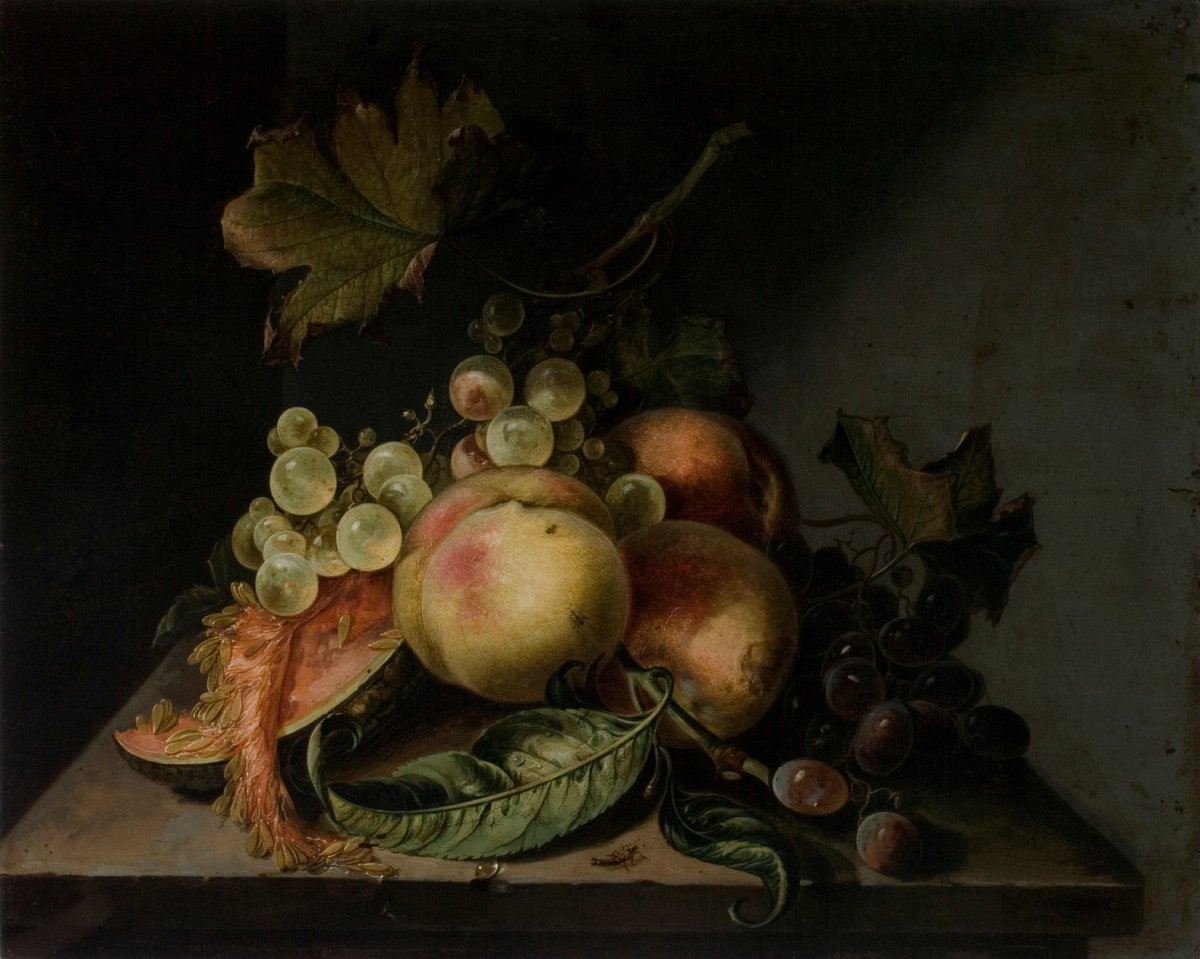
Stillleben von Gertrud Metz mit Früchten („Hedelmäasetelma“)

Gertrud Metz malte Stillleben mit Darstellungen von Blumen, Früchten und Tieren auf Leinwand und Kupfer. Ihre minutiös gemalten Werke sind im Stil niederländischer Maler wie Rachel Ruysch gehalten. Sie signierte diese unter anderem mit „Gertr. Metz“ oder „M. Gerdrudis Metz. F.“
Werke (Auswahl)
- Stillleben mit Früchten, 55 × 43,5 cm, Leinwand, Bayerische Staatsgemäldesammlungen – Alte Pinakothek München (1799 aus der Galerie Mannheim)[1]
- Blumen in brauner Kelchschale, daneben auf der Marmorplatte des Tisches ein Vogelnest mit Eiern, 55 × 44 cm, Leinwand, signiert, Alte Pinakothek (Stand 1908; zuvor Galerie Mannheim)[3]
- Hedelmäasetelma (Früchtearrangement), 33 × 42 cm, Öl auf Kupferplatte, Finnische Nationalgalerie
- Blumenstück/Allegorie des Frühlings, LWL-Museum für Kunst und Kultur
- Früchtestilleben mit Austern, LWL-Museum für Kunst und Kultur
- Tulpe und Nelke mit Schmetterling, Wallraf-Richartz-Museum
- zwei Blumenstücke, Schloss Schleißheim
- zwei Stillleben (Blumen und Früchte), Museum Bayreuth
- Stillleben mit Rosen, Tulpen, Narzissen, Chrysanthemen sowie Früchten, einer Schnecke, einer Schlange und Insekten, 76 × 62 cm, Öl auf Leinwand, signiert